# The viewing point
The viewing point is het derde studioalbum van The Future Kings of England. Het album werd opgenomen in hun eigen geluidsstudio Attic te Ipswich, Suffolk. De muziek op het album is bijna geheel instrumentaal, op Rain later, good wordt tekstloos gezongen.
Het album gaat over een man, die vanuit zijn auto uitkijkt op strandhuisjes. Gedachten aan vroeger gaan door hem heen. Hij mocht er eens met zijn gezin verblijven, hij vond het top maar de kinderen vonden het niets.

## Musici
- Ian Fitch – zang, gitaar, toetsinstrumenten, dulcimer en zingende zaag
- Karl Mallett – basgitaar, gitaar, zang, mandoline
- Steven Mann – toetsinstrumenten
- Simon Green – slagwerk

## Muziek
| Nr. | Titel                    | Duur  |
| --- | ------------------------ | ----- |
| 1.  | Go                       | 7:36  |
| 2.  | Sea saw                  | 7:17  |
| 3.  | The cold hard truth      | 1:37  |
| 4.  | Time flies like an arrow | 13:16 |
| 5.  | Rain later, good         | 2:48  |
| 6.  | The viewing point        | 12:19 |